# Caladomyia pistra
Caladomyia pistra är en tvåvingeart som beskrevs av James E. Sublette och Sasa 1994. Caladomyia pistra ingår i släktet Caladomyia och familjen fjädermyggor.
Artens utbredningsområde är Guatemala. Inga underarter finns listade i Catalogue of Life.